# تريبويي
تريبويي (بالسيريلية: Требоје) هي قرية في البوسنة والهرسك. وهي تقع في بلدية كونييتش في كانتون الهرسك-نيريتفا في اتحاد البوسنة والهرسك. طبقا لنتائج تعداد البوسنة عام 2013 فقد كان عدد سكانها 161 نسمة.

## التركيبة السكانية

### التطور التاريخي للسكان
| 1961 | 1971 | 1981 | 1991 | 2013 |
| ---- | ---- | ---- | ---- | ---- |
| 281  | 243  | 287  | 288  | 161  |

## وصلات خارجية
- Maplandia (بالإنجليزية)